# ماتيا كييزا
ريان ماكغيفر (بالهولندية: Ryan McGeever)‏ هو لاعب كرة قدم إسكتلندي، ولد في 16 يوليو 2000 في روفيريتو في إيطاليا يلعب في نادي سبورتينج الإيطالي معار من هيلاس فيرونا.

## وصلات خارجية
- ماتيا كييزا على موقع قاعدة بيانات كرة القدم.إي يو (الإنجليزية)
- ماتيا كييزا على موقع Soccerway.com (الإنجليزية)